# Убогий, Андрей Юрьевич
Андрей Юрьевич Убогий (29 октября 1963; Железногорск, Курская область, РСФСР, СССР) — советский и российский врач, писатель. Сын Юрия Васильевича Убогого.

## Биография
Родился 29 октября 1963 года в Железногорске.
Окончил Смоленский государственный медицинский университет. Хирург.
Член общественного совета и лауреат литературной премии журнала «Наш современник» (1997), лауреат литературной премии имени Леонида Леонова (2002), лауреат литературной премии имени Вадима Кожинова (2003), лауреат Патриаршей литературной премии имени святых равноапостольных Кирилла и Мефодия (2021), шорт-лист литературной премии «Ясная Поляна» (2022).

## Публикации в журналах и альманахах
- Космос бани. — Альманах «Ока», 1991. — Тула: Приокское кн. изд-во. — С. 12—38.
- Между любовью и смертью. — «Наш современник», 1997, № 8. — С. 209—221.
- Чаепитие с вечностью: Поэма. — Антология современной прозы, 1997. — Калуга, «Золотая аллея», с. 405—438.
- Поэт и земля. — «Наш современник», 1999, № 6. — С. 231—242.
- Поэт и земля. — Альманах «Под знаком Пушкина», 1999. — Обнинск, «Принтер». — С. 263—280.
- О метафизике американского образа жизни. — «Наш современник», 2001, № 3. — С. 272—276.
- Поэт навсегда. — «Наш современник», 2002, № 1. — С. 238—252.
- Калужские очерки. — «Наш современник», 2002, № 11. — С. 238—244.
- Калужские очерки. — Альманах «Продолжение», 2002, № 1. — Калуга: Полиграф-информ. — С. 13—27.
- Россия и Тютчев. — «Наш современник», 2003, № 4. — С. 239—259.
- Божественный мастер. — «Наш современник», 2004, № 12. — С. 229—237.
- Русский путь Чехова. — «Наш современник», 2004, № 7. — С. 216—227.
- Ковчег (роман). — «Наш современник», 2005, № 1. — С. 3—64.
- Путешествие к Пугачёву. — «Наш современник», № 6. — С. 3—25.
- Страна души. — «Наш современник», 2006, № 9. — С. 144—153.
- Сама Россия. — «Наш современник», 2008, № 1. — С. 258—268.
- Одоление времени. — «Наш современник», 2008, № 7. — с. 219—231.
- Город. — «Наш современник», 2009, № 5. — С. 179—191.
- Шедевры, которые никто не читал. — «Наш современник», 2009, № 8. — С. 267—269.